# Clavering (Essex)
Clavering – wieś w Anglii, w hrabstwie Essex, w dystrykcie Uttlesford. Leży 35 km na północny zachód od miasta Chelmsford i 55 km na północ od Londynu.